# Morgedal
Morgedal est un lieu-dit de la commune de Kviteseid, dans le comté de Telemark, qui compte 300 habitants.
Morgendal est surnommée le berceau du ski sportif car le pionnier du ski moderne, Sondre Norheim y est né en 1825. Les frères Torjus et Mikkjel Hemmestveit y sont également nés, de même que Jon Hauge.
La flamme olympique y a été allumée pour VIes Jeux olympiques d'hiver d'Oslo en 1952, les VIIIes Jeux olympiques d'hiver de Squaw Valley aux États-Unis en 1960 et les XVIIes Jeux olympiques d'hiver de Lillehammer en 1994.